# Cap-Oriental
Le Cap-Oriental (en xhosa : Mpuma Koloni, en afrikaans : Oos-Kaap, en anglais : Eastern Cape) est une province de la république d'Afrique du Sud, issue du démembrement de l'ancienne province du Cap en 1994.
La population du Cap-Oriental est estimée à 7 millions d'habitants en 2016.

## Géographie

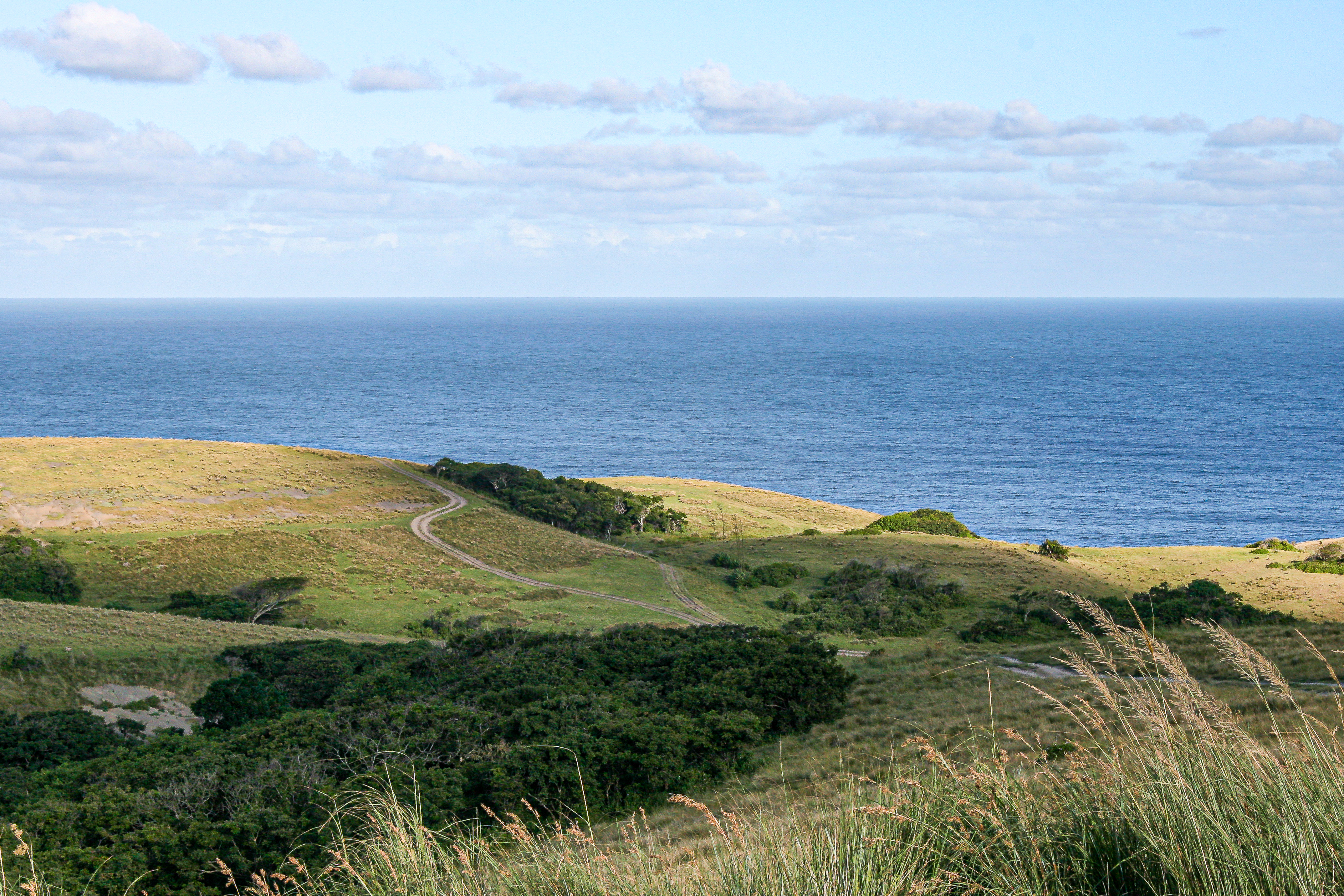
Paysage côtier.

Le Cap-Oriental est situé sur la côte de l'océan Indien au sud, entre les provinces du Cap-Occidental à l'ouest, de l'État libre au nord et du KwaZulu-Natal à l'est.

### Organisation administrative
Le chef-lieu de la province du Cap-Oriental est Bhisho, l'ancienne capitale du bantoustan de Ciskei aux alentours de King William's Town (iQonce).
Les autres pôles urbains importants sont East London (iMonti) et Port Elizabeth (iBhayi). Grahamstown est le siège de l'une des plus vieilles universités en Afrique du Sud.
La province est divisée en :
- Deux municipalités métropolitaines.
  - Buffalo City
  - Nelson Mandela Bay

- Six districts municipaux comprenant 37 municipalités locales
  - District d'Alfred Nzo
    - Matatiele
    - Mbizana
    - Ntabankulu
    - Umzimvubu

  - District d'Amathole
    - Amahlathi
    - Great Kei
    - Mbhashe
    - Mnquma
    - Ngqushwa
    - Raymond Mhlaba

  - District de Chris Hani
    - Emalahleni
    - Ngcobo
    - Enoch Mgijima
    - Intsika Yethu
    - Inxuba Yethemba
    - Sakhisizwe

  - District de Joe Gqabi
    - Elundini
    - Senqu
    - Walter Sisulu

  - District d'OR Tambo
    - Ingquza Hill
    - King Sabata Dalindyebo
    - Mhlontlo
    - Nyandeni
    - Port St. Johns

  - District de Sarah Baartman
    - Dr Beyers Naudé
    - Blue Crane Route
    - Kou-Kamma
    - Kouga
    - Makana
    - Ndlambe
    - Sunday's River Valley

## Histoire
Le Cap-Oriental faisait historiquement partie de la colonie du Cap dont la capitale était Le Cap. Elle regroupe différents territoires comme l'ancienne Cafrerie britannique.
La région située entre le fleuve Keiskamma (en) et le fleuve Grand Kei fut annexée à la colonie du Cap en 1834 sous le nom de province de la Reine-Adélaide, puis tout simplement dénommée district de la Reine Adélaide le 10 décembre 1835. En 1836, les Britanniques retiraient cependant leurs troupes, abandonnaient la région frontalière pour les postes avancés comme Grahamstown et King William's Town.
En 1838, un traité de paix était signé entre les autorités britanniques et les représentants Xhosas.
En mars 1846, l'attaque meurtrière par les Xhosas d'une escorte militaire Khoikhoi débouche sur une nouvelle guerre Cafre et la défaite des guerriers Xhosas par le général Somerset le 7 juin 1846 à Gwangu. La guerre dure encore quelque temps jusqu'à la reddition de Sandili, le chef Xhosa de la tribu des Ngqika. Le 17 décembre 1847, le district est annexé et prend le nom de Cafrerie britannique. Harry Smith, nouvellement nommé gouverneur, annonce qu'elle sera administrée séparément de la colonie du Cap en tant que possession de la Couronne britannique.
En 1850, les Xhosas se soulèvent de nouveau après que Smith a fait destituer le récalcitrant Sandili de sa fonction de chef de la tribu Ngqika pour le remplacer temporairement par un magistrat britannique. Le 24 décembre, les colons établis dans les villages frontaliers sont attaqués par surprise. La plupart sont tués et leurs fermes incendiées. Le gouverneur Harry Smith, présent dans la région, est lui-même encerclé avec son escorte à Fort Cox. Il parvient à se réfugier à King William's Town sous le feu des guerriers Xhosas, armés de carabines. Dans le même temps, plus de 900 Khoikhois, jusque-là d'anciens soldats loyalistes envers les Britanniques, rejoignent les guerriers Xhosas. Ils revendiquent l'établissement d'une République Khoikhoi.
La guerre dura quelques années avant qu'en mars 1853, la frontière soit solidifiée par les troupes britanniques. La Cafrerie britannique changea alors de statut pour devenir une colonie de la Couronne. Les chefs Xhosas furent alors placés sous la tutelle des conseillers britanniques.
En 1856, une jeune fille xhosa nommée Nongqawuse annonça avoir eu la vision que la puissance des Xhosas serait restaurée, le bétail multiplié et les Blancs chassés. Elle affirma que cette prévision ne se réaliserait que si, en préliminaire, tout le bétail était abattu, les récoltes brûlées et les réserves alimentaires détruites. Membre d'une famille xhosa importante, elle fut entendue et les chefs xhosas ordonnèrent de procéder à la destruction du bétail et des récoltes. À la date attendue du 11 août 1856, la prédiction ne se réalisa pas alors que 85 % du bétail avait été abattu. La faute en fut imputée aux récalcitrants et de violentes querelles achevèrent de plonger la région dans la misère et la famine. Pour survivre, plusieurs milliers de Xhosas n'eurent d'autres choix que de recourir au cannibalisme alors que d'autres fuyaient vers la Colonie du Cap pour implorer des secours. En fin de compte, cette famine meurtrière tua plus de 50 000 Xhosas en six mois ce qui signa la fin des guerres cafres sur la frontière orientale de la colonie. La population de la Cafrerie passa en deux ans de 105 000 à moins de 27 000 individus.
Les terres dépeuplées furent alors attribuées à plus de 6 000 immigrants européens d'origine allemandes alors que le gouverneur George Grey proposait l'établissement d'une confédération sud-africaine englobant toute l'Afrique du Sud, y compris les Républiques boers et les territoires indigènes. Sa proposition ambitieuse fut immédiatement rejetée par Londres. Sir George Grey entreprit alors de développer les infrastructures routières et entreprit aussi de débuter l'intégration des Xhosas en leur octroyant un début d'instruction publique non obligatoire de type britannique.

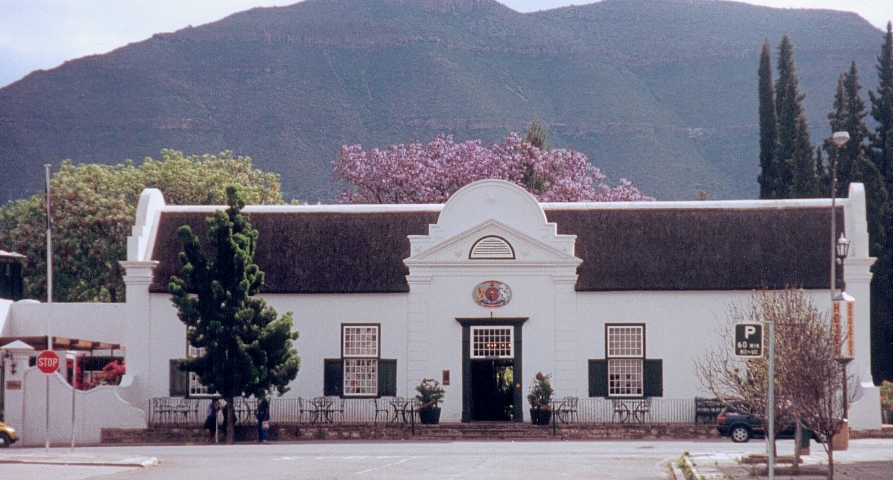
Graaff-Reinet

En 1866, tout le territoire de la Cafrerie britannique est incorporée à la colonie du Cap pour former les districts de King William's Town et d'East London. Le transfert est marqué par la levée de la prohibition envers les indigènes de ces districts.
À partir de 1875, les territoires indigènes, en amont du fleuve Grand Kei et en aval de Port Edward dans la colonie britannique du Natal, sont progressivement annexés à la colonie du Cap sans que ces territoires soient pour autant tous ouverts à la colonisation.

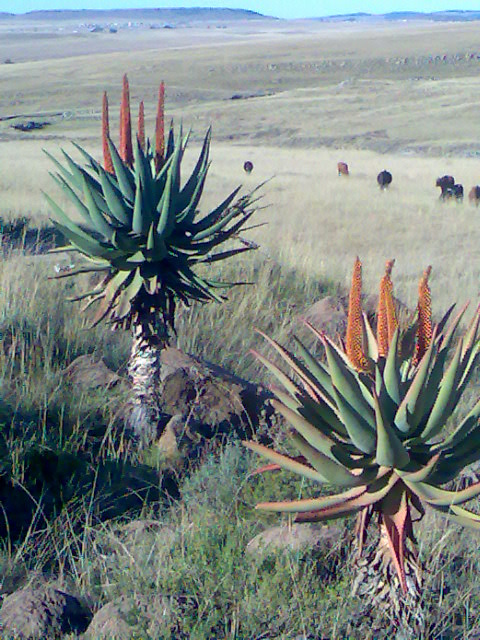
Aloe Ferox dans la région du Cap-Oriental entre Cofimvaba et Ngcobo

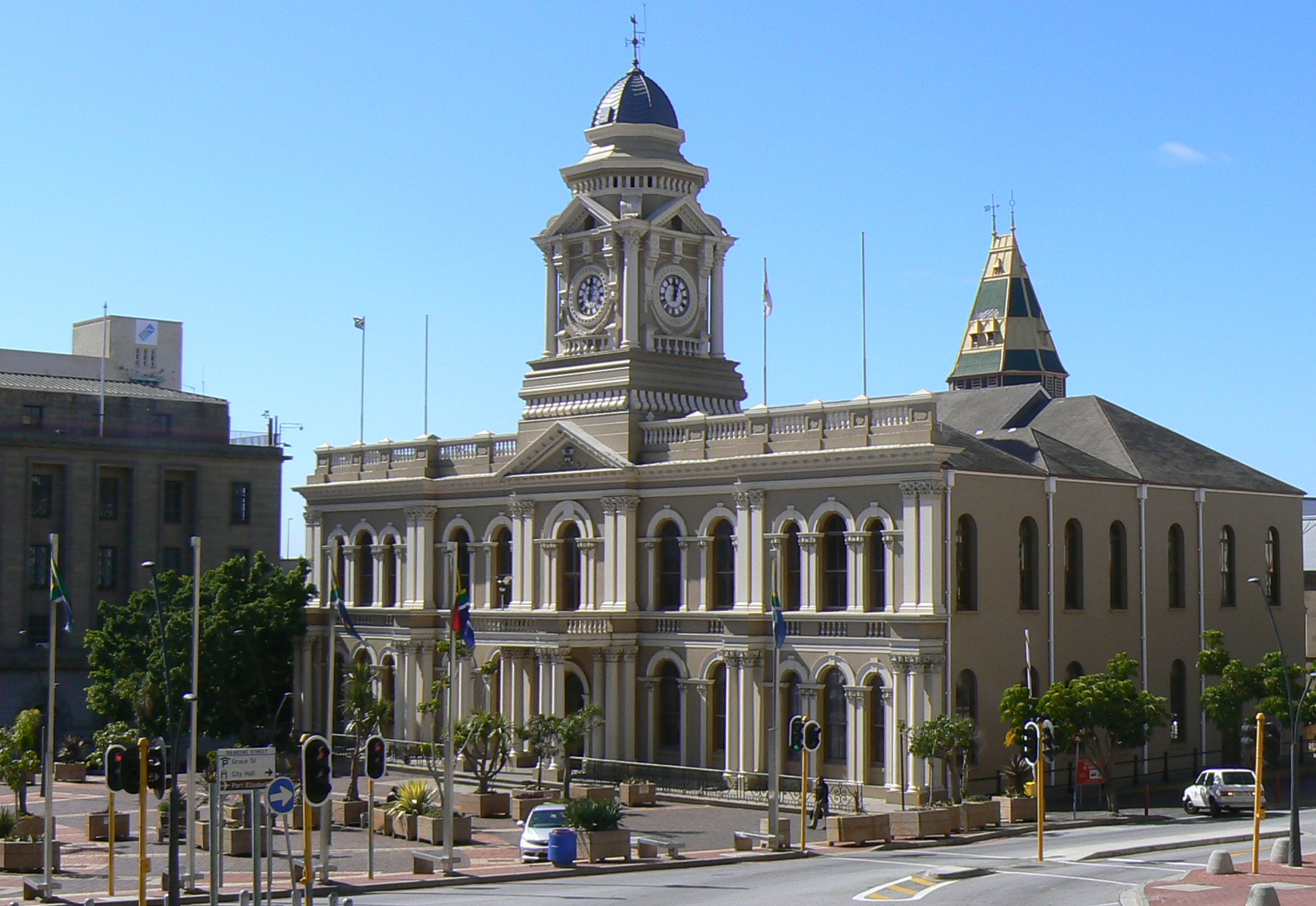
Hôtel de ville de Port Elizabeth

Le Fingoland est annexé dès 1875 puis le Griqualand-est en 1879. La révolte des tribus Galekas et Gaikas débouche sur une neuvième guerre cafre inattendue et l'annexion in fine du Gcalekaland et du Bomvanaland à la colonie du Cap en 1885. C'est ensuite le tour du Thembuland en 1886 et du Pondoland en 1894. Réorganisés en districts et administrés à l'aide de conseils indigènes (Native Council), ces territoires sont progressivement unifiés au sein d'un conseil général du Transkei. En 1903, le conseil général du Transkei laisse la place à un Conseil général des territoires du Transkei.
En 1910, la colonie du Cap devient la province du Cap au sein du nouveau dominion de l'union d'Afrique du Sud. Cette province du Cap comprend notamment dans sa partie orientale toute l'ancienne cafrerie britannique, soit les territoires du Transkei et les réserves indigènes situées entre les fleuves Great Fish et Keiskamma.
Après la Première Guerre mondiale, le Transkei sert de réservoir de main-d’œuvre à bon marché pour les industries de Port Elizabeth et les mines d'or de Johannesbourg dans le Transvaal, notamment après la grande grève des mineurs afrikaners, qui bloquent les mines du Witwatersrand en 1922, et sévèrement réprimé par le gouvernement de Jan Smuts.
Le 29 mai 1959, dans le cadre de sa politique d'apartheid, le gouvernement sud-africain crée les bantoustans du Ciskei et du Transkei pour le peuple Xhosa. Le reste du territoire, comprenant notamment la région côtière de Port Elizabeth, les régions de Graaff-Reinet, de Grahamstown et le corridor de King William'stown-East London restent incorporés dans l'Afrique du Sud blanche. En mai 1963, le Transkei acquiert l'autonomie sous la férule de Kaiser Matanzima, un neveu de Nelson Mandela.
Le 26 octobre 1976, le Transkei est le premier bantoustan à accéder à l'indépendance, non reconnue par la plupart des autres États de la communauté internationale ni par l'ONU. En 1981, le Ciskei est déclaré à son tour indépendant de l'Afrique du Sud mais cette indépendance n'est également reconnue ni par les autres États, ni par l'ONU.
En 1987, un coup d'État mené par Bantu Holomisa renverse le régime corrompu de George Matanzima, le frère de Kaiser Matanzima. Autoproclamé chef de l'État, président du conseil militaire et ministre de la défense, Holomisa reconnaît officiellement l'artifice de l'indépendance accordée par l'Afrique du Sud mais il en profite pour accorder l'immunité aux militants des branches armées du Congrès national africain (ou ANC) et du Congrès panafricain d'Azanie qui viennent s'entraîner aux côtés des forces armées du Transkei.
Lors des négociations constitutionnelles sud-africaines entre 1991 et 1994, Holomisa rejoint l'ANC et fait réincorporer le Transkei dans l'Afrique du Sud alors que le Ciskei, où le gouvernement local était plus réticent à revenir sous la loi sud-africaine, est placé sous le contrôle du gouvernement sud-africain en mars 1994. En avril, les bantoustans sont démantelés et réintégrés dans l'Afrique du Sud lors des premières élections multiraciales du pays.
La province du Cap est divisée en quatre permettant notamment de distinguer la répartition démographique entre la province du Cap-Occidental, majoritairement afrikaans et de « couleur », et le Cap-Oriental. Ce dernier comprend désormais les anciens bantoustans du Ciskei, du Transkei mais aussi la région côtière de Port Elizabeth, les régions de Graaff-Reinet, de Grahamstown et l'ancien corridor de King William's Town - East London.
Un ancien premier ministre provincial, Makhenkesi Stofile, s'était engagé à faire changer le nom de la province en raison de sa connotation colonialiste (nota le mot koloni dans la version xhosa) et du fait que la province n'inclut évidemment plus le cap de Bonne-Espérance. Mais on a attaqué les coûts prévus pour un tel changement, et à la suite de la chute du pouvoir de Stofile à la suite d'un scandale, le projet de changement de nom semble avoir été abandonné.
Deux des présidents d'Afrique du Sud de l'après-apartheid, Nelson Mandela et Thabo Mbeki, sont nés dans la province du Cap-Oriental.

## Démographie
Sous le régime de l'apartheid, les Blancs vivaient regroupés autour de Port Elizabeth, dans une zone portuaire et industrialisée, les Noirs occupaient l'Ouest et les Coloureds l'Est de la province actuelle.
Par groupe ethniques en 2011 :
- Noirs : 86,26 %
- Blancs : 4,73 %
- Coloureds : 8,26 %
- Asiatiques et Indiens : 0,43 %
- autres : 0,33 %

Par langue maternelle en 2011 :
- xhosa : 78,85 %
- afrikaans : 10,58 %
- anglais : 5,61 %
- sesotho : 2,46 %
- langue des signes : 0,65 %
- autres : 0,57 %
- zoulou : 0,49 %
- ndébélé du nord et ndébélé du sud : 0,23 %
- sepedi : 0,22 %
- venda : 0,06 %
- tswana : 0,20 %
- tsonga : 0,05 %
- swati : 0,03 %

## Politique

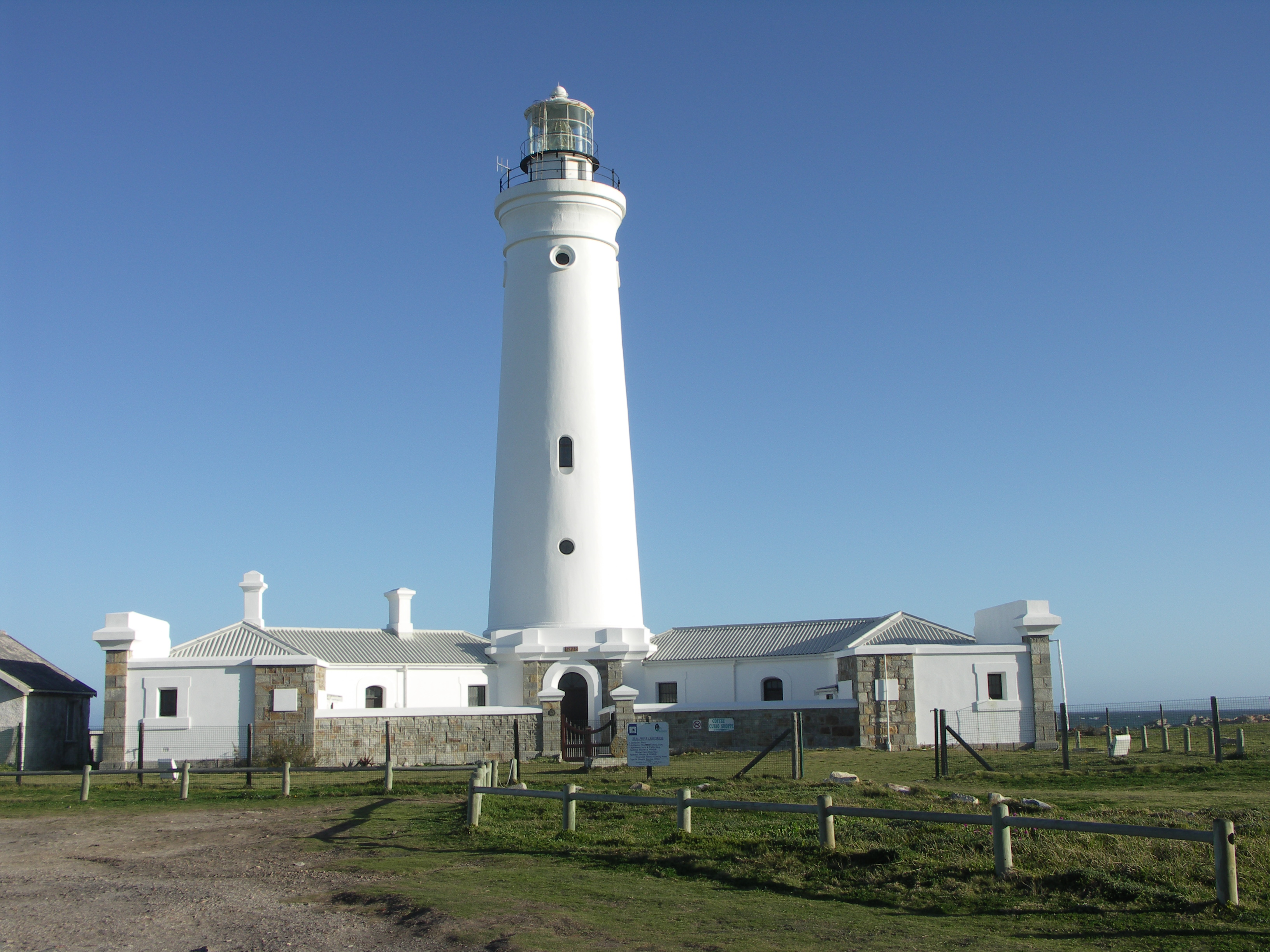
Phare au Cap Saint Francis

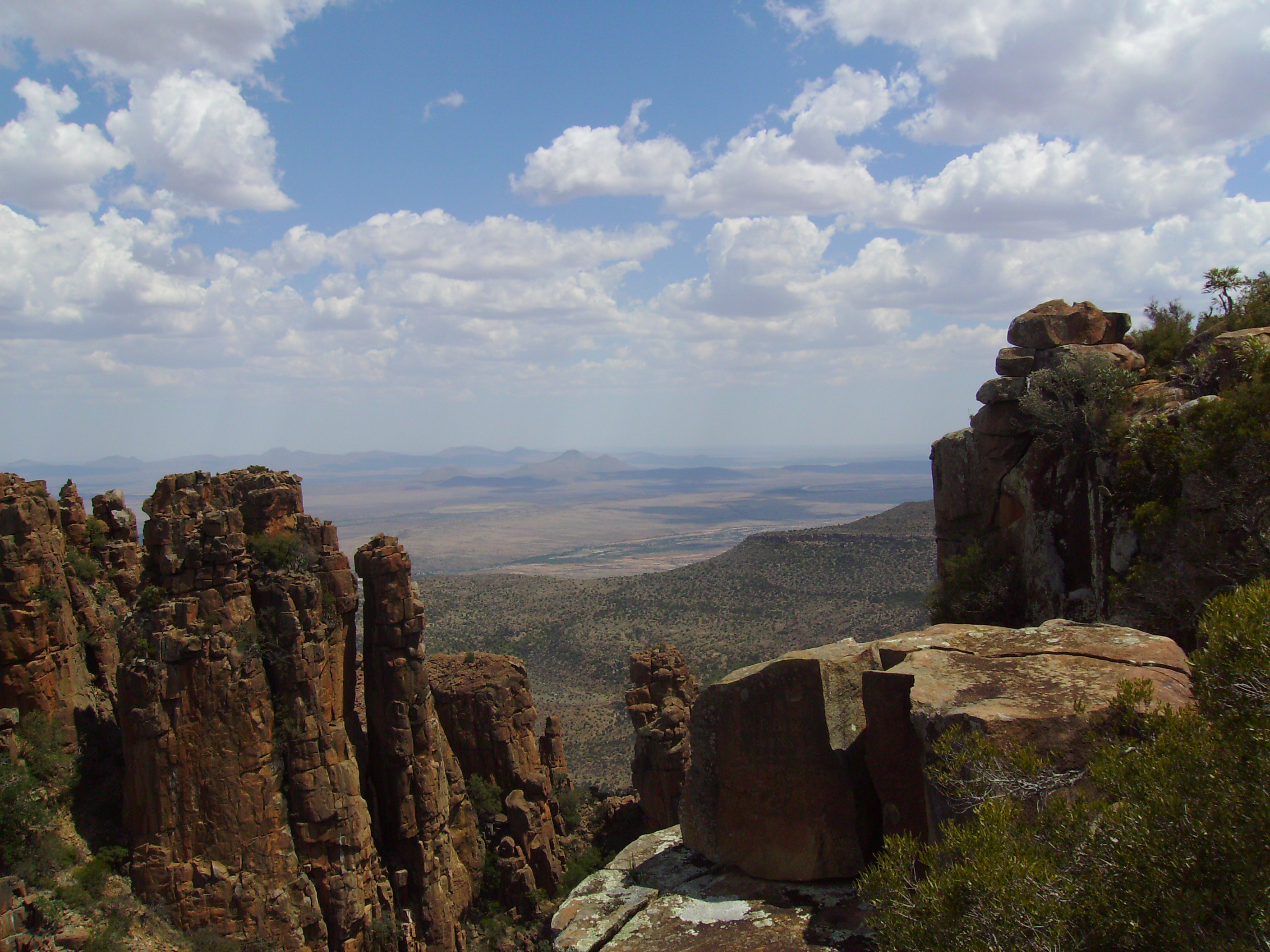
Vallée de la désolation dans le district de Graaff-Reinet

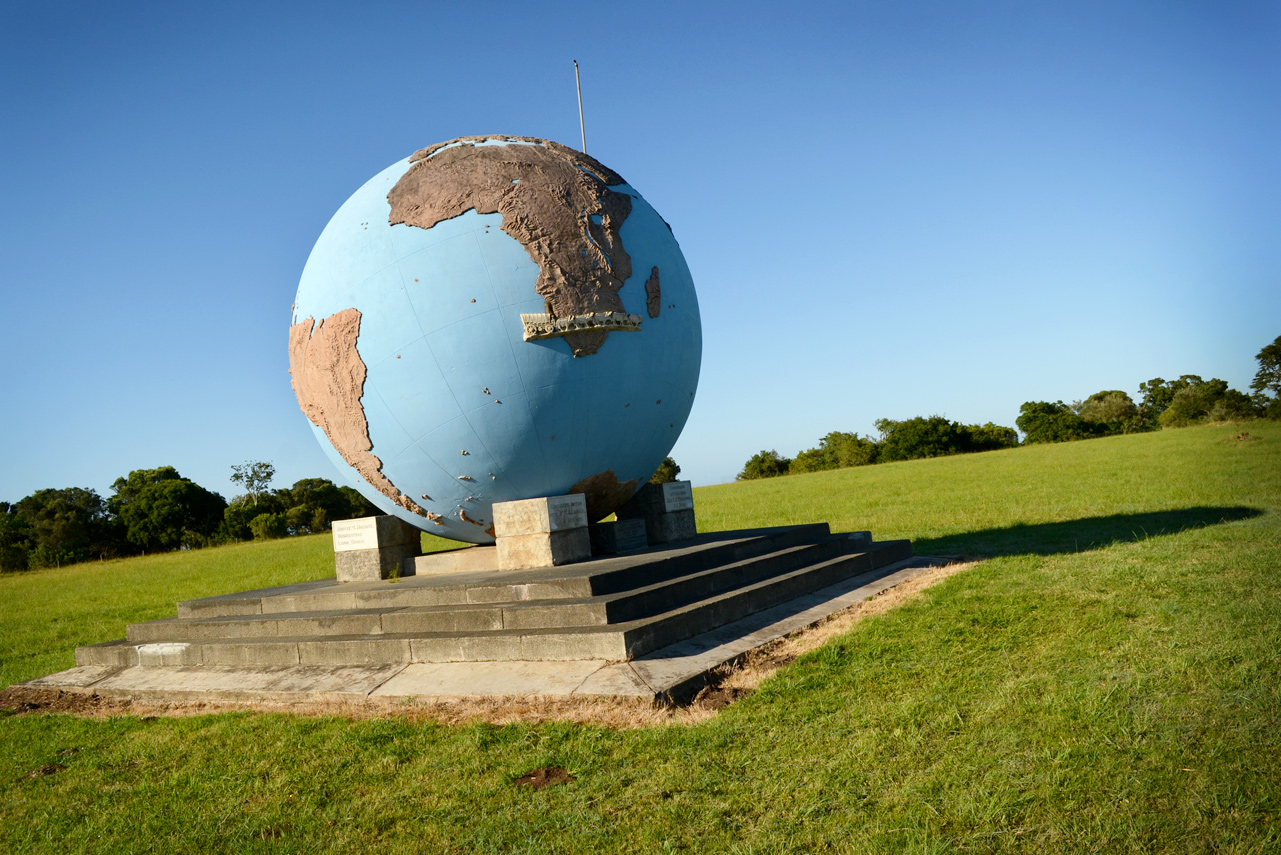
Karel Landman Memorial (1939), monument dédié aux Voortrekkers de Gerard Moerdijk

Politiquement la province est largement dominée par l'ANC.
| Identité                              | Période        | Période        | Durée                     | Étiquette                 |
| Identité                              | Début          | Fin            | Durée                     | Étiquette                 |
| ------------------------------------- | -------------- | -------------- | ------------------------- | ------------------------- |
| Raymond Mhlaba (en) (1920 - 2005)     | 7 mai 1994     | 4 février 1997 | 2 ans, 8 mois et 28 jours | Congrès national africain |
| Makhenkesi Stofile (en) (1944 - 2016) | 4 février 1997 | 26 avril 2004  | 7 ans, 2 mois et 22 jours | Congrès national africain |
| Nosimo Balindlela (en) (née en 1949)  | 26 avril 2004  | 1er août 2008  | 4 ans, 3 mois et 6 jours  | Congrès national africain |
| Mbulelo Sogoni (en) (né en 1966)      | 1er août 2008  | 6 mai 2009     | 9 mois et 5 jours         | Congrès national africain |
| Noxolo Kiviet (en) (née en 1963)      | 6 mai 2009     | 20 mai 2014    | 5 ans et 14 jours         | Congrès national africain |
| Phumulo Masualle (en), (né en 1965)   | 21 mai 2014    | 22 mai 2019    | 5 ans et 1 jour           | Congrès national africain |
| Oscar Mabuyane (en) (né en 1974)      | 22 mai 2019    | En cours       | 6 ans, 1 mois et 15 jours | Congrès national africain |

| Parti | Parti                                  | Voix      | %     | Sièges |
| ----- | -------------------------------------- | --------- | ----- | ------ |
|       | Congrès national africain              | 1 357 137 | 68,74 | 44     |
|       | Alliance démocratique                  | 310 538   | 15,73 | 10     |
|       | Combattants pour la liberté économique | 154 821   | 7,84  | 5      |
|       | Mouvement démocratique uni             | 51 233    | 2,60  | 2      |
|       | Mouvement de transformation africain   | 30 082    | 1,52  | 1      |
|       | Front de la liberté                    | 11 548    | 0,58  | 1      |
|       | Autres                                 | 58 822    | 2,99  | 0      |
| Total | Total                                  | 1 974 181 | 100   | 63     |

| Année | AIC (en) | ANC | ATM | COPE | DP/DA | EFF | FF/FF+ | NP/NNP | PAC | UDM |
| ----- | -------- | --- | --- | ---- | ----- | --- | ------ | ------ | --- | --- |
| 1994  | —        | 48  | —   | —    | 1     | —   | 0      | 6      | 1   | —   |
| 1999  | —        | 47  | —   | —    | 4     | —   | 0      | 2      | 1   | 9   |
| 2004  | —        | 51  | —   | —    | 5     | —   | 0      | 0      | 1   | 6   |
| 2009  | 1        | 44  | —   | 9    | 6     | —   | 0      | —      | 0   | 3   |
| 2014  | 1        | 45  | —   | 11   | 10    | 2   | 0      | —      | 0   | 4   |
| 2019  | 0        | 44  | 1   | 0    | 10    | 5   | 1      | —      | 0   | 2   |